# Zaschka (Familienname)

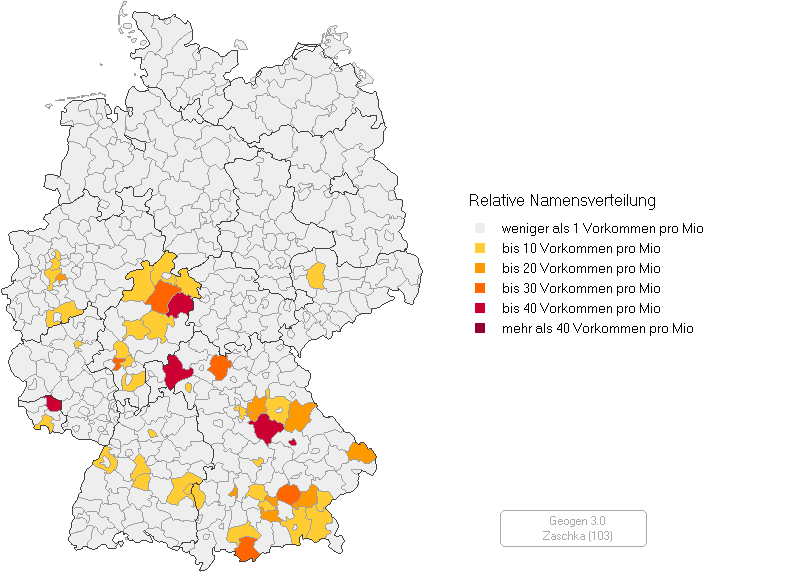
Relative Häufigkeit des Namens Zaschka in Deutschland

Zaschka ist ein deutscher Familienname.

## Herkunft und Bedeutung
Der Name ist ein Herkunftsname („aus Zatzschke kommend“) aus dem Ort Zatzschke, erstmals im Jahre 1417 urkundlich erwähnt, einem Ortsteil der Stadt Pirna (Sachsen).

## Varianten und Verbreitung
Häufigstes prozentuales Vorkommen des Familiennamens Zaschka:
- Zaschka mit ungefähr 270 Namensträgern in Süddeutschland und in über 50 Städten und Landkreisen:[1]
  1. Bayern: etwa 50 % aller „Zaschka“ in Deutschland
  2. Hessen: etwa 25 %
  3. Nordrhein-Westfalen: etwa 12 %
  4. Baden-Württemberg: etwa 10 %
  5. Saarland: etwa 5 %

- Die Variante „von Zaschka“ ist in Österreich belegt[5]

- Zaschke mit ungefähr 320 Namensträgern mit unregelmäßiger Verteilung in Deutschland[1]

## Bekannte Namensträger
- Anton Zaschka (1832–1919), deutscher Kapellmeister, Dirigent, Pianist und Unterhaltungskünstler
- Christian Zaschke (* 1971), deutscher Autor und Auslandskorrespondent der Süddeutschen Zeitung
- Engelbert Zaschka (1895–1955), deutscher Oberingenieur, Konstrukteur, Erfinder und Hubschrauberpionier
- Hanns Zaschka, deutscher Jurist, Kommentator des Gerichtskostengesetzes (Deutsches Reich) vom 18. Juni 1878
- Hubert Zaschka, deutscher Sänger und Musiker, gründete zusammen mit Wolfgang Edenharder das Original Naabtal Duo
- Karl Zaschka (1893–1974), deutscher Theologe und katholischer Priester, bekannt für Widerstandsaktion in der Zeit des Nationalsozialismus
- Klaus Zaschka (* 1957), deutscher Maler und Bauleiter
- Milly Zaschka (1892–1975), deutsche Opernsängerin, Schauspielerin und Regisseurin